# مارك بي. وايز
مارك بي. وايز (بالإنجليزية: Mark B. Wise)‏ هو فيزيائي كندي، ولد في 9 نوفمبر 1953 في الولايات المتحدة.